# Мазитов, Назиб Каюмович
Назиб Каюмович Мазитов — российский учёный в области механизации растениеводства, член-корреспондент РАСХН (2005), член-корреспондент РАН (2014).

## Биография
Родился 08.07.1940 г. в д. Старые Уруссы Ютазинского района Татарской АССР. Окончил Казанский СХИ (1965).
В 1965—1966 старший мастер СПТУ № 3 (Ульяновская область). В 1966—1979 ассистент, преподаватель Казанского СХИ.
В 1980—2015 старший научный сотрудник, заведующий лабораторией, заведующий отделом, главный научный сотрудник, заместитель директора по с.-х. машиностроению, главный научный сотрудник ФГБНУ «Татарский НИИ сельского хозяйства».
Соавтор комплекса блочно-модульных машин, удостоенного 13 медалей Российских агропромышленных выставок −7 золотых, 3 серебряных, 3 бронзовых и Гранпри в номинации «Лучшая почвообрабатывающая машина — 2006 года».
Доктор с.-х. наук (1990), профессор (1996), член-корреспондент РАСХН (2005), член-корреспондент РАН (2014).
Заслуженный деятель науки Российской Федерации (1996), лауреат Государственной премии РФ в области науки и техники (1996), лауреат премии Правительства Российской Федерации (2001). Лауреат Государственной премии Республики Татарстан в области науки и техники (1999).
Получил35 авторских свидетельств и патентов на изобретения.
Публикации:
- Комбинированные почвообрабатывающие агрегаты. — Казань: Таткнигоиздат, 1984. — 149 с.
- Машины почвоводоохранного земледелия. — М.: Россельхозиздат, 1987. — 97 с.
- Почва и машины. — Казань: Таткнигоиздат, 1988. — 104 с.
- Ресурсосберегающие технологии и экономические нормативы производства продукции растениеводства в условиях Республики Татарстан / соавт.: О. Р. Абдразяков и др.; Тат. НИИСХ. — Казань, 2002. — 278 с.
- Блочно-модульный почвообрабатывающе-посевной комплекс. — М., 2008.- 224 с.
- Теория реактивных рабочих органов почвообрабатывающих машин: моногр. — Казань: Фэн Акад. наук РТ, 2011. — 278 с.
- Влагоаккумулирующие технологии, техника для обработки почв и использование минеральных удобрений в экстремальных условиях: науч. изд. / соавт.: Ю. Ф. Лачуга и др.; Всерос. НИИ механизации сел. хоз-ва и др. — М.; Рязань, 2014. — 245 с.